# Gunung Meraksabaru
Gunung Meraksabaru is een bestuurslaag in het regentschap Empat Lawang van de provincie Zuid-Sumatra, Indonesië. Gunung Meraksabaru telt 2256 inwoners (volkstelling 2010).